# 法官學院
法官學院是中華民國司法院的所屬機關，負責法官在職研習進修事項。

## 沿革
- 民國90年（2001年）3月1日，司法院成立「司法院司法人員研習所」（簡稱 司研所），租借臺北市政府公務人員訓練中心（今臺北市政府公務人員訓練處）場地。
- 民國91年（2002年）4月，財政部國有財產局召開「續商士林美國學校舊址 司法院及教育部共同使用分配事宜」會議，其中台北美國學校舊址（臺北市士林區文林路731號）的西側土地（面積約5353坪，占總面積40%）確定由司研所接收興建新址，其餘土地則給台北歐洲學校使用。因臺北高等行政法院亦極需土地興建院舍，故將與司研所合署辦公，比例為55%與45%。
- 民國95年（2006年）11月，開始土建工程。
- 民國98年（2009年）7月，新大樓開始動工。
- 民國102年（2013年）7月1日，改制為「法官學院」。[1]
- 民國103年（2014年）7月1日，法官學院新大樓正式啟用，位於臺北市士林區文林路723號。

## 組織

### 院內單位
- 院長
  - 主任秘書

- 教務組
- 學務組
- 研究發展組
- 總務組
- 主計室
- 人事室
- 其他委員會

### 法官研修規畫委員會
研擬法官在職研習課程和計畫
組成
- 院長（召集人）
- 法官
- 檢察官
- 律師
- 專家學者
- 其他人士（共15人）

## 外部連結
- 法官學院 （页面存档备份，存于）（中文）（英文）